# Organum
L'Organum (pl. organa) è una tecnica di canto sviluppata nel Medioevo, ed è una forma primitiva di musica polifonica. Nelle sue prime fasi, l'organum coinvolgeva due sole voci: una melodia gregoriana, sovrapposta a se stessa in versione spostata di un intervallo consonante, di solito una quarta o quinta giusta. In questi casi spesso la composizione cominciava e finiva con un unisono, mantenendo la trasposizione solo nel corpus centrale.  Originariamente l'organum era improvvisato; mentre un cantore eseguiva la melodia scritta (la cosiddetta vox principalis), un altro ad orecchio forniva la seconda melodia trasposta (la vox organalis).  In un secondo tempo i compositori cominciarono a sovrapporre parti che non erano più semplici trasposizioni: così nacque la polifonia in senso autentico.

## Le origini
Il primo documento che descrive l'organum nella fattispecie e che annota regole per la sua esecuzione fu il Musica enchiriadis (895 ca.), un trattato tradizionalmente (e forse erroneamente) attribuito a Ucbaldo di St. Amand.
Nella sua accezione originaria, l'organum non fu inteso come polifonia in senso moderno: la voce che si aggiungeva a quella scritta era da intendersi come rinforzo alla schola, che normalmente eseguiva il repertorio liturgico gregoriano all'unisono.  È anche chiarito, nel Musica enchiriadis, che il raddoppio all'ottava era accettabile, anche perché inevitabile quando adulti e fanciulli cantavano insieme; era inoltre prassi accettata il raddoppio strumentale delle voci. Gli Schola enchiriadis, trattato del X secolo, si occupano dell'argomento nei minimi dettagli.
La Musica enchiriadis documenta una pratica a quei tempi già in voga: perciò non è possibile stabilirne la data d'inizio, che potrebbe risalire a secoli prima. Poiché il trattato è stato composto sul finire del IX secolo (come detto, circa nell'895), appena prima di un'epoca culturale in cui si ebbe la completa reinvenzione della notazione musicale standard, le sue descrizioni dell'organum sono solo verbali, senza esempi musicali; né, del resto, è dato sapere quanto rigorosamente il modello descritto venisse seguito.
Per quanto riguarda la fase del canto parallelo, la vox principalis era quella superiore; la vox organalis stava sotto di un intervallo giusto, in genere una quarta. Così la melodia poteva essere udita come voce eminente, e la vox organalis come accompagnamento e rinforzo.
Questo tipo di organum adesso è classificato come organum parallelo, benché nei primi trattati si usasse anche la definizione di symphonia.

## Organum libero
L'evoluzione successiva alla fase dell'organum parallelo condusse all'organum libero. I primi esempi di questo stile utilizzano solo il moto contrario come prima era usato il moto retto, ma l'introduzione del moto simile (le voci si muovono nella stessa direzione, ma a differenti intervalli) e moto obliquo (una voce si muove, mentre l'altra sta ferma) condusse a linee progressivamente più libere - prerequisito essenziale del concetto di contrappunto. Sebbene l'organum libero fosse ancora elaborato nello stile punctum contra punctum (ossia nota contro nota: ad una nota in una voce, ne corrisponde una e una sola nell'altra), verso la fine della sua epoca (verso l'XI secolo) ci sono esempi a più di una sola nota contro una nota della vox principalis (detta anche cantus firmus, canto "fermo", cioè "assodato", "stabilito a priori", prima della composizione della vox organalis): la fine dello stile punctum contra punctum rigoroso è un altro requisito di base per lo sviluppo del  contrappunto in senso maturo.

## Due scuole a confronto: San Marziale e Notre-Dame
Il genere musicale dell'organum raggiunse il suo vertice nel XII secolo, con lo sviluppo di due scuole di composizione molto differenti fra loro: la scuola di San Marziale, esponente dell'organum florido, e che aveva probabilmente il suo epicentro presso il monastero di San Marziale a Limoges, e la Scuola di Notre Dame, esponente del cosiddetto "organum di Parigi" (vedi alla voce: Modo ritmico), che comprendeva compositori come Leoninus e Perotinus, e dalla produzione della quale sorsero la maggior parte dei successivi generi musicali, quali ad esempio il mottetto.